# Küchendorf
Die Küchendörfer waren eine Sammelbezeichnung für Orte, die eine spezielle Frondienstleistung zu erbringen hatten.
Die Oeconomische Encyclopädie definiert den Begriff wie folgt:
Küchen=Dorf, in einigen Gegenden ein Dorf, dessen Ertrag für die herrschaftliche Küche bestimmt ist, oder dessen Einwohner in die herrschaftliche Küche frohnen müssen. Zu dieser leztern Art gehören die fünf kurfürstl. maynzische Küchen=Dörfer bey Erfurt, welche dem vor diesem daselbst gestifteten Bisthume untergeben wurden.
Frondienste waren seit dem Mittelalter eine Leistung des Bauern für den Grund- oder Leibherrn. Sie umfassten eine sehr breite Palette der verschiedensten Tätigkeiten für eine festgelegte Zahl von Tagen pro Jahr. Daneben gab es Arbeiten, deren Umfang sich nach dem Arbeitsanfall richtete. Normalerweise leisteten die Bauern sogenannte Hand- und Spanndienste (Scharwerk). Handdienste bestanden beispielsweise darin, die landwirtschaftlichen Kulturen des Grundherrn anzulegen, zu pflegen und zu ernten. Spanndienste waren Arbeiten, die mit Zugtieren ausgeführt wurden.
- Einige Dörfer in der Umgebung von Erfurt, genannt werden Witterda, Hochheim, Melchendorf, Daberstedt, Ilversgehofen und Dittelstedt, waren verpflichtet, Naturalabgaben für die Versorgung der kurfürstlichen Verwaltung – des Mainzer Hofs in Erfurt – zu leisten. Später wurden diese Abgaben durch Geldzahlungen abgelöst. Die Erfurter Küchendörfer blieben auch nach Einführung der Reformation in Erfurt katholisch.

- Der Ort Oberpörlitz war ein Küchendorf von Ilmenau. Da der Ort als einer der wenigen in Thüringen keine Kirche besitzt, waren die Einwohner von jeher eng an die Stadt Ilmenau gebunden. Sie hatten ähnlich den Erfurter Küchendörfern Abgaben in Naturalien zu leisten. Dies waren vor allem Wolle und Holz. Die Bürger von Oberpörlitz durften aber wählen, ob sie ihre Abgaben in Form von Naturalien oder in Geld bezahlten.